# Tehachapi Loop

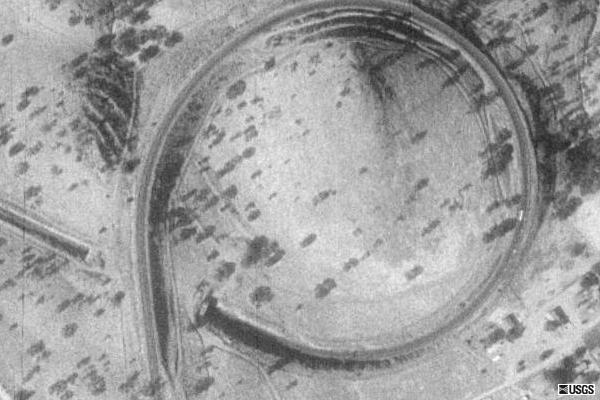
Satellitbild av Tehachapi Loop från USGS.

Tehachapi Loop är en omkring en kilometer lång järnvägsspiral utanför Tehachapi i Kalifornien i USA. Linjen byggdes av järnvägsbolaget Southern Pacific, numera ägt av Union Pacific. Även tåg från Union Pacifics främsta konkurrent, BNSF, kan ses i loopen då BNSF har spårrättigheter.
I mitten av loopen står ett vitt kors som minne av de två Southern Pacific-anställda som omkom i en urspåringsolycka 12 maj 1989 i San Bernardino i Kalifornien.